# Luciano de Souza
Luciano Nunes de Souza, meglio noto solo come Luciano (Volta Redonda, 21 agosto 1972), è un allenatore di calcio ed ex calciatore brasiliano, di ruolo centrocampista.

## Palmarès

### Giocatore

#### Club
- Campionato greco: 3

Olympiakos: 1998-1999, 1999-2000, 2000-2001
- Coppa di Grecia: 1

Olympiakos: 1998-1999

#### Individuali
- Miglior straniero del campionato greco: 1

2005